# Grizzly Flats Railroad

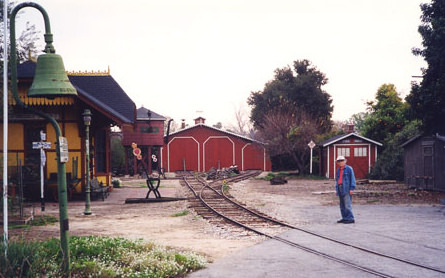
Ward Kimball dans son Grizzly Flats Railroad

Grizzly Flats Railroad est le nom du chemin de fer à voie étroite construit en partie par Ward Kimball (1914-2002) dans son jardin (abrégé GFRR). Il est en partie à l'origine du Carolwood Pacific Railroad de Walt Disney puis indirectement du Disneyland Railroad et du parc Disneyland.

## Histoire
En 1938, Ward Kimball et sa femme font l'acquisition d'une voiture de voyageurs (numérotée 5), la dernière en activité du réseau à voie étroite (3 pieds = 0,914 m.) de la Southern Pacific Railway, datant de 1881. Un ami passionné de train lui conseille d'acheter en plus une locomotive. La société exploitant le Nevada Central Railroad (traversant le désert du Nevada) devait justement fermer la ligne et propose alors à la vente une locomotive à vapeur de type Mogul de 1881, numérotée 2 et nommée Sidney Dillon. Après avoir fait venir en camion les deux éléments, ils installent l'ensemble sur une voie faite de rails récupérés dans son jardin de 1,2 ha à San Gabriel en Californie.

Ils nomment l'ensemble Grizzly Flats Railroad et le surnomment « Scenic Wonder of the West ». Après une longue restauration faite durant ses week-ends et jours de congés dans les années 1940, le couple rebaptise la locomotive Emma Nevada d'après une vedette d'opéra de la fin du XIXe siècle. 
Mais les Kimball ne s'arrêtent pas là. Ils rachètent une locomotive pour plantation de marque Baldwin utilisée à Hawaii, qu'ils baptisent Chloé. Avec la récupération de rails supplémentaires et d'un décor de film Disney recréant une station d'architecture victorienne, ils agrandissent leur « réseau » et y installent une gare avec son équipement. Le couple acheta ou récupéra de nombreux objets ainsi que trois wagons de fret du XIXe siècle. 

## Préservation
Les Kimball ont offert en 1990 leur collection ferroviaire à l'Orange Empire Railway Museum (en) situé à Perris en Californie ainsi que les fonds pour construire un hangar avec 4 voies. En 1992, les objets ont été regroupés dans un nouveau bâtiment nommé Grizzly Flats Enginehouse. La locomotive Emma Nevada, le wagon passagers et les 3 wagons de fret ont été transférés dans le musée, seul la Chloe est restée dans le jardin des Kimball. 
En juillet 2001, les Kimball ont ajouté à leur Grizzly Flats Railroad une réplique du système de plaque tournante à potence (en anglais gallows turntable) de la Southern Pacific. Malgré le décès en juillet 2002 de Ward, Betty et son fils John continuent de faire vivre le Grizzly Flats.
Le dernier matériel roulant restant sur le GFRR, y compris la locomotive Chloé, a été transféré au musée en 2007.
Le dépôt et le château d'eau du GFRR ont été acquis par l'ancien réalisateur de Pixar John Lasseter, qui les a déplacés vers son chemin de fer privé Justi Creek (en).

## illustrations

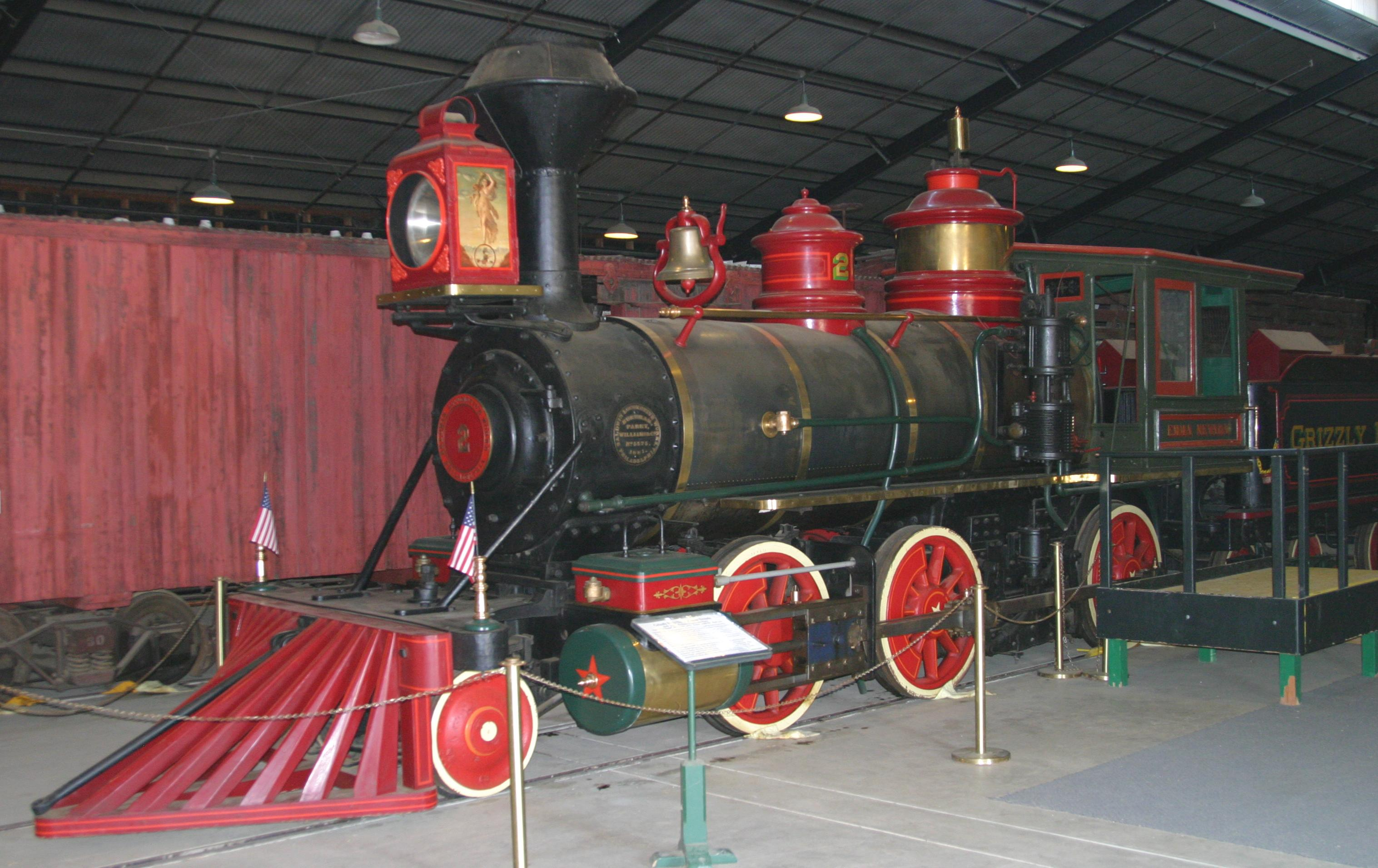
La Emma Nevada
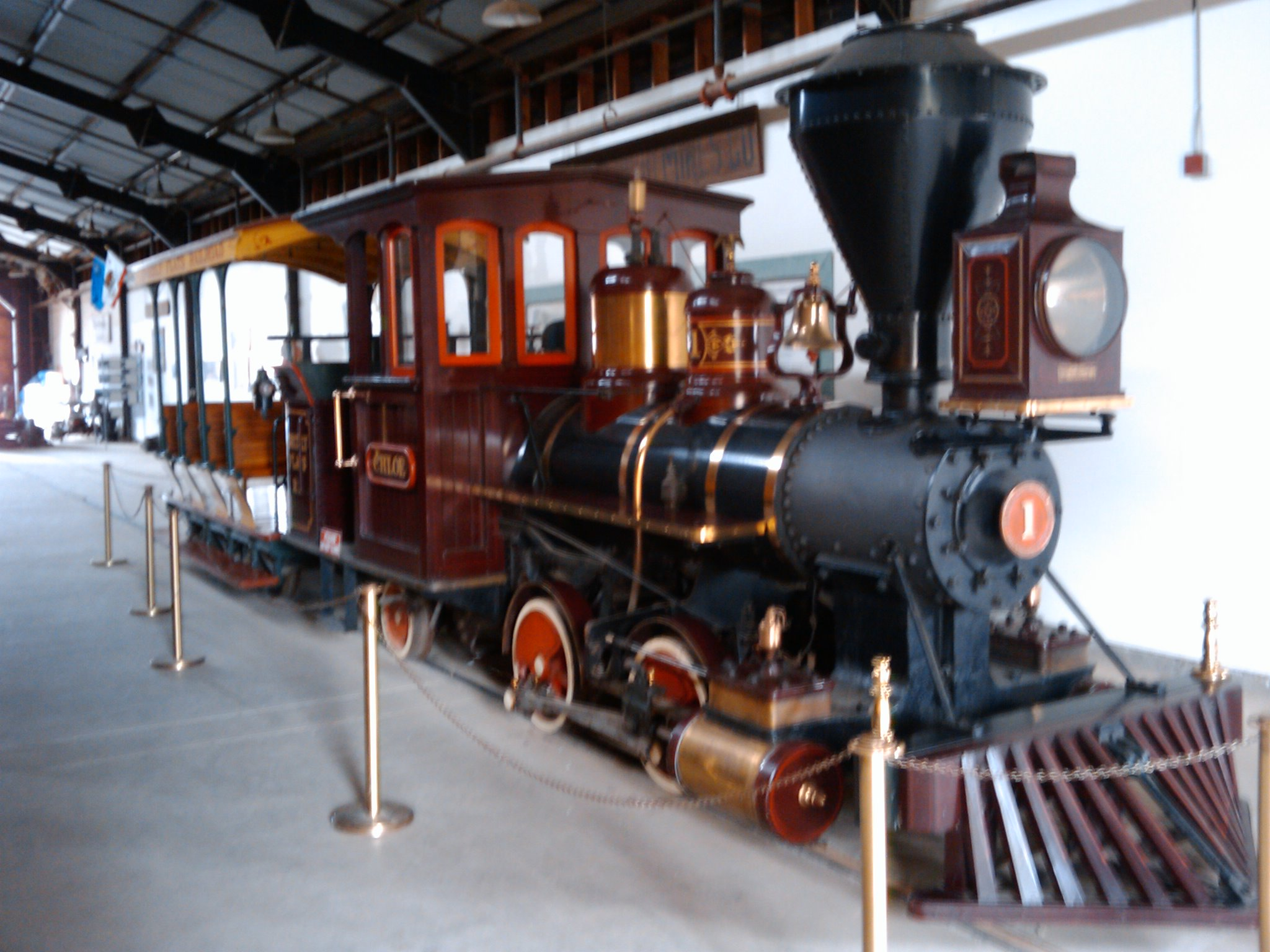
La Chloe
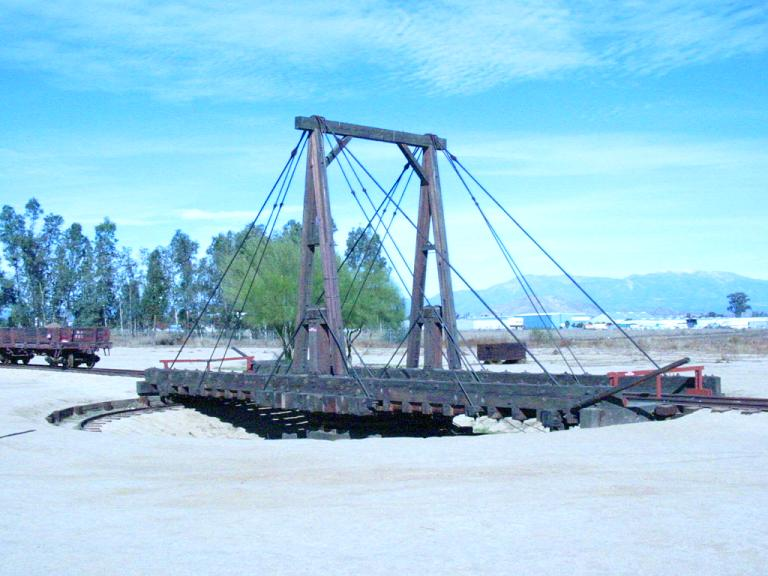
plaque tournante à potence de l'Orange Empire Railway Museum
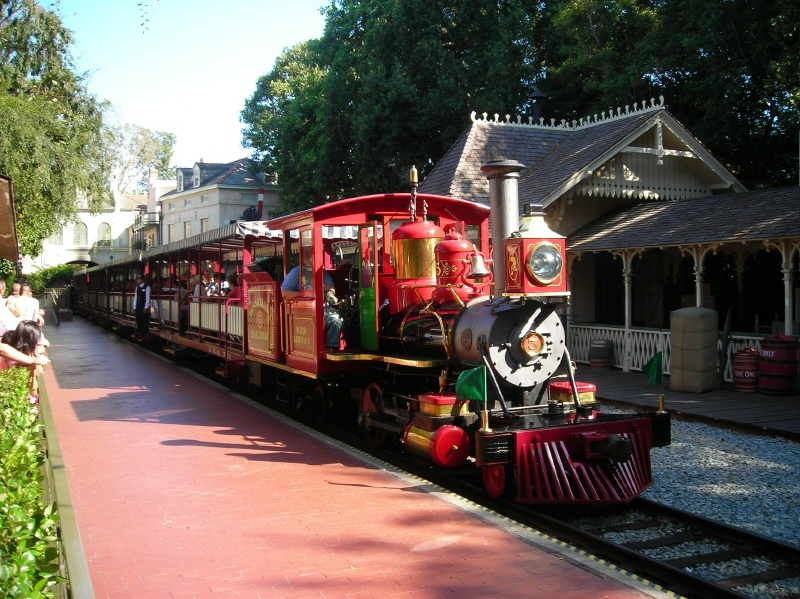
La Emma Nevada au New Orleans Square Station de Disneyland Railroad

## Sources
- Grizzly Flats Railroad sur le site de l'Orange Empire Railway Museum